# Astaenomoechus estriatus
Astaenomoechus estriatus är en skalbaggsart som beskrevs av Renaud Maurice Adrien Paulian 1982. Astaenomoechus estriatus ingår i släktet Astaenomoechus och familjen Hybosoridae. Inga underarter finns listade.